# ジョージ・キングズリー・ジップ
ジョージ・キングズリー・ジップ（英語: George Kingsley Zipf, 1902年1月7日 – 1950年9月25日）は、アメリカ合衆国の言語学者、哲学者。様々な言語について統計的手法による研究をおこなった。
ジップはハーバード大学のドイツ語部門の代表を務め、University Lecturer（自分が望む科目を何でも教えることが認められている者）となっていた。ジップは中国語や人口統計学も研究していたが、その成果は、インターネット上の情報へのアクセス頻度や、一国内における所得の分布など、様々なデータを説明することができるものとなっている。

## 生涯
イリノイ州フリーポートで生まれた。地元のフリーポート高校（Freeport High School）では、理科や数学で才能を発揮し、ドイツ語も優秀な成績で、生徒会の役職でも活躍したが、英語は「不可」が付くこともあった。
ハーバード大学に進み、1924年に「最高賞」(summa cum laude) を得て学部を卒業し、学士 (B.A.) となった後、ドイツに渡り、ボン大学とベルリン大学で1年を過ごした。ハーバードに戻ってからドイツ語の音韻変化の頻度についての研究に取り組み、1930年にPh.D.を得た。母校でドイツ語教員として務め、1939年には University Lecturer となった。
1950年9月25日、癌のため、マサチューセッツ州ニュートンで死去した。
2002年、ドイツの学術誌『Glottometrics』は、ジップを顕彰する特集号を出しており、そこではジップの息子のひとりロバート (Robert) による、身内から見たジップの姿も紹介されている。

## ジップの法則
ジップは、ジップの法則の由来となった人物（エポニム）である。この法則は、ごく少数の単語が極めて頻繁に使用されるが、他の多くの単語はめったに使用されないことを述べたもので、
{\displaystyle P_{n}\sim 1/n^{a}}
において、Pn は n 番目の順位の単語の出現頻度、冪指数 a は 1 に近い値である。この式は、出現頻度が2位のものは1位のおよそ1/2の頻度で生じ、同様に3位のものはおよそ1/3、というように、以下同様となることを意味している。
統一されたひとつの国における個人所得の分布を、順位と頻度で見ると、概ねこの法則に従っている。この「通常の所得分布カーブ」が崩れると、変革を求める社会的圧力が高まり、革命さえ起こり得る。この点について、ジップは1941年の著書『National Unity and Disunity』で論じ、1940年当時のインドネシアにおける所得分布がカーブから外れていたことを踏まえ、同地での革命を予言した。革命は5年後の1945年から始まった。

## 著作
- Zipf, George Kingsley (1932): Selected Studies of the Principle of Relative Frequency in Language. Cambridge (Mass.). 
  - (1935): The Psycho-Biology of Language. Cambridge (Mass.).
  - (1941): National unity and disunity
  - (1946): The P1 P2/D Hypothesis: On the Intercity Movement of Persons. American Sociological Review, vol. 11, Dec, pp. 677
  - (1949): Human behavior and the principle of least effort